# Миллер, Ларри (баскетболист)
Лоуренс Джеймс «Ларри» Миллер (англ. Lawrence James "Larry" Miller; 4 апреля 1946, Аллентауне, Пенсильвания, США — 11 мая 2025, Бетлехем, Пенсильвания, США) — американский профессиональный баскетболист, играл в Американской баскетбольной ассоциации, отыгравший семь из девяти сезонов её существования.

## Ранние годы
Ларри Миллер родился 4 апреля 1946 года в городе Аллентаун (штат Пенсильвания), а вырос уже немного севернее, в небольшом городке Катасоква (штат Пенсильвания), где учился в одноимённой средней школе, там он выступал за местную баскетбольную команду. В выпускном классе (сезон 1963/1964 годов) Ларри в матче плей-офф школьного турнира штата Пенсильвания в победной встрече против команды средней школы Стилтон (66-62), проходившем на Херши-арене, набрал 46 очков и сделал 20 подборов.

## Студенческая карьера
В 1964 году Ларри Миллер поступил в Университет Северной Каролины в Чапел-Хилл, где в течение 3-х лет защищал цвета баскетбольной команды «Северная Каролина Тар Хилз», в ней он провёл успешную карьеру под руководством известного наставника, члена Зала славы баскетбола, Дина Смита, набрав в итоге в 90 играх 1968 очков (21,8 в среднем за игру) и 819 подборов (9,1). При нём «Тар Хилз» по два раза выигрывали регулярный чемпионат и турнир конференции ACC, а также два раза выходили в плей-офф студенческого чемпионата США (1967, 1968).
Самыми успешными в студенческой карьере Миллера стали последние два сезона, в которых «Тар Хилз» добирались до финала четырёх турнира NCAA (англ. Final Four). В сезоне 1966/1967 годов «Тар Хилз» сначала в полуфинальном матче, 24 марта, проиграли команде Дона Мэя «Дейтон Флайерс» со счётом 62-76, в котором Ларри стал вторым по результативности игроком своей команды, набрав 13 очков и сделав 13 подборов, а уже затем в матче за третье место, 25 марта, уступили команде Элвина Хейза и Дона Чейни «Хьюстон Кугэрз» со счётом 62-84, в котором Ларри также стал вторым по результативности игроком своей команды, набрав 12 очков и сделав 11 подборов. В сезоне 1967/1968 годов «Тар Хилз» сначала в полуфинальном матче, 22 марта, переиграли команду Билла Хоскета «Огайо Стэйт Бакайс» со счётом 80-66, в котором Ларри стал лучшим по результативности игроком матча, набрав 20 очков и сделав 6 подборов, а затем уже в финале, 23 марта, уступили команде Лью Алсиндора и Люциуса Аллена «УКЛА Брюинз» со счётом 62-84, в нём Ларри стал лучшим по результативности игроком своей команды, набрав 14 очков и сделав 6 подборов.
Кроме того Миллер дважды становился баскетболистом года конференции Атлантического Побережья, а также один раз — спортсменом года конференции ACC. Помимо этого Ларри Миллер два раза включался в первую сборную всех звёзд ACC, а также два раза — во всеамериканскую сборную NCAA (1967 — во вторую команду, а в 1968 — в первую). В 2002 году к пятидесятилетнему юбилею конференции Атлантического Побережья он был включён в символическую сборную, в которую вошли пятьдесят величайших игроков за всю историю ACC.

## Профессиональная карьера
Несмотря на то, что Ларри был одним из лучших игроков конференции ACC, которая была поставщиком достаточного числа баскетбольных талантов того времени, он был обделён большим вниманием со стороны клубов Национальной баскетбольной ассоциации и на драфте НБА 1968 года Миллер был выбран лишь в пятом раунде под общим 62-м номером командой «Филадельфия Севенти Сиксерс», поэтому он заключил контракт с командой соперничающей с НБА Американской баскетбольной ассоциации «Лос-Анджелес Старз», которая также выбрала его на драфте АБА в том же году. И уже в своём дебютном сезоне Миллер набирал в среднем за игру по 17,0 очка, 7,7 подбора и 2,3 передачи, за что по его итогам был включён в сборную новичков лиги. В сезоне 1969/1970 годов «Старз» добрались до решающей серии турнира, однако Ларри не принимал в ней участие, так как ещё по ходу регулярного чемпионата, 30 ноября, был обменян в клуб «Каролина Кугэрз», который в первом раунде плей-офф вчистую проиграл будущему его победителю, команде «Индиана Пэйсерс» со счётом 0-4.
Выступая в других командах АБА Ларри не добивался особых успехов, впрочем все они пробивались в стадию плей-офф, но там дальше первого раунда не проходили, в основном проигрывая без борьбы. Впрочем ему удалось оставить в истории лиги заметный след: 18 марта 1972 года, будучи игроком «Каролина Кугэрз» в победной игре против клуба «Мемфис Прос» (139—125), он установил рекорд АБА по количеству набранных очков в отдельно взятой игре (67 баллов).
Умер 11 мая 2025 года в возрасте 79 лет в Бетлехеме, штат Пенсильвания.